# Acer mono
Acer mono is een loofboom uit de zeepboomfamilie (Sapindaceae). De wetenschappelijke naam werd gepubliceerd door Karl Johann Maximowicz in 1857.

## Kenmerken
De soort groeit doorgaans tot een hoogte van 15 meter, maar er zijn exemplaren van 24 meter. De stamdiameter bevindt zich meestal tussen de 50 en 60 cm (maximaal 70 cm). De stam is grijs of donkergrijs gekleurd. De bladeren bereiken een lengte van 6 à 11 cm en een breedte van 9 à 12 cm. De bladrand is gaaf en vijf- tot zevenlobbig. Deze lobben zijn diep ingesneden en hebben een spits uiteinde, wat kenmerkend is voor esdoorns in het algemeen. De vruchten zijn voorzien van twee langwerpige vleugels. In elke vleugel zit een nootje, welke plat en samengedrukt zijn. Een vleugel, inclusief nootje is 3 à 3,5 cm lang en  1 à 1,5 cm breed. De bloemen staan in samengestelde trossen, waarbij elk trosje 15 tot 30 bloemen bevat. Acer mono staat in bloei tussen april en mei en de vruchten verschijnen vanaf september.

## Verspreiding
Acer mono komt voor in de gematigde klimaatzone van Oost-Azië. De soort wordt aangetroffen in het Russische Verre Oosten waaronder ook Sachalin en de Koerilen, alsmede het Koreaans Schiereiland en het noordoosten, midden en zuiden van China. Lokaal komt de soort ook voor in Japan, het noorden en oosten van Mongolië en de aangrenzende delen van Oost-Siberië. De soort komt voor van zeeniveau tot 3000 meter hoogte.
... · 
A. buergerianum (drietandesdoorn) · 
A. campestre (Spaanse aak) · 
A. capillipes (slangenesdoorn) · 
A. cappadocicum (Colchische esdoorn) · 
A. caudatum · 
A. ginnala (amoeresdoorn) · 
Acer griseum · 
A. japonicum · 
A. monspessulanum (montpelieresdoorn) · 
A. mono · 
A. negundo (vederesdoorn) · 
A. palmatum (Japanse esdoorn) · 
A. platanoides (Noorse esdoorn) · 
A. pseudoplatanus (gewone esdoorn) · 
A. rubrum (rode esdoorn) · 
A. saccharinum (witte esdoorn) · 
A. saccharum (suikeresdoorn) · 
A. tegmentosum · 
...